# Grettstadt
Grettstadt é um município da Alemanha, situado no distrito de Schweinfurt, no estado da Baviera. Tem 34,93 km² de área, e sua população em 2019 foi estimada em 4.226 habitantes.